# Sòl radiant

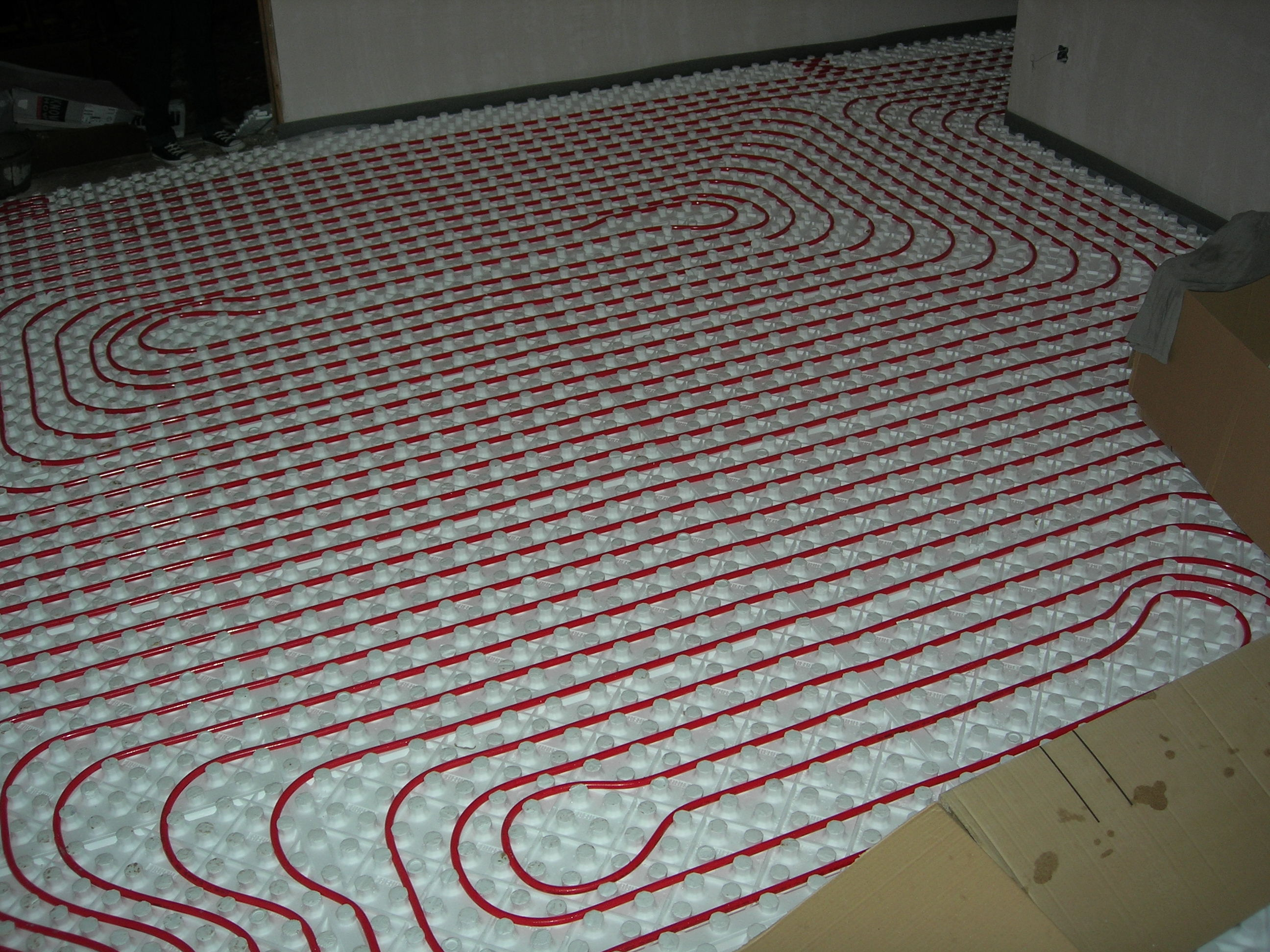
Canonades per a un sistema de calefacció per sòl radiant, abans de muntar el paviment.

Sòl radiant (o també terra tèrmic) és un sistema de calefacció elèctrica o de calefacció per aigua calenta que emet la calor per la superfície del sòl. En els sistemes per aigua la calor es produeix en la caldera i es porta mitjançant canonades a xarxes de canonades encastades sota el paviment dels locals.

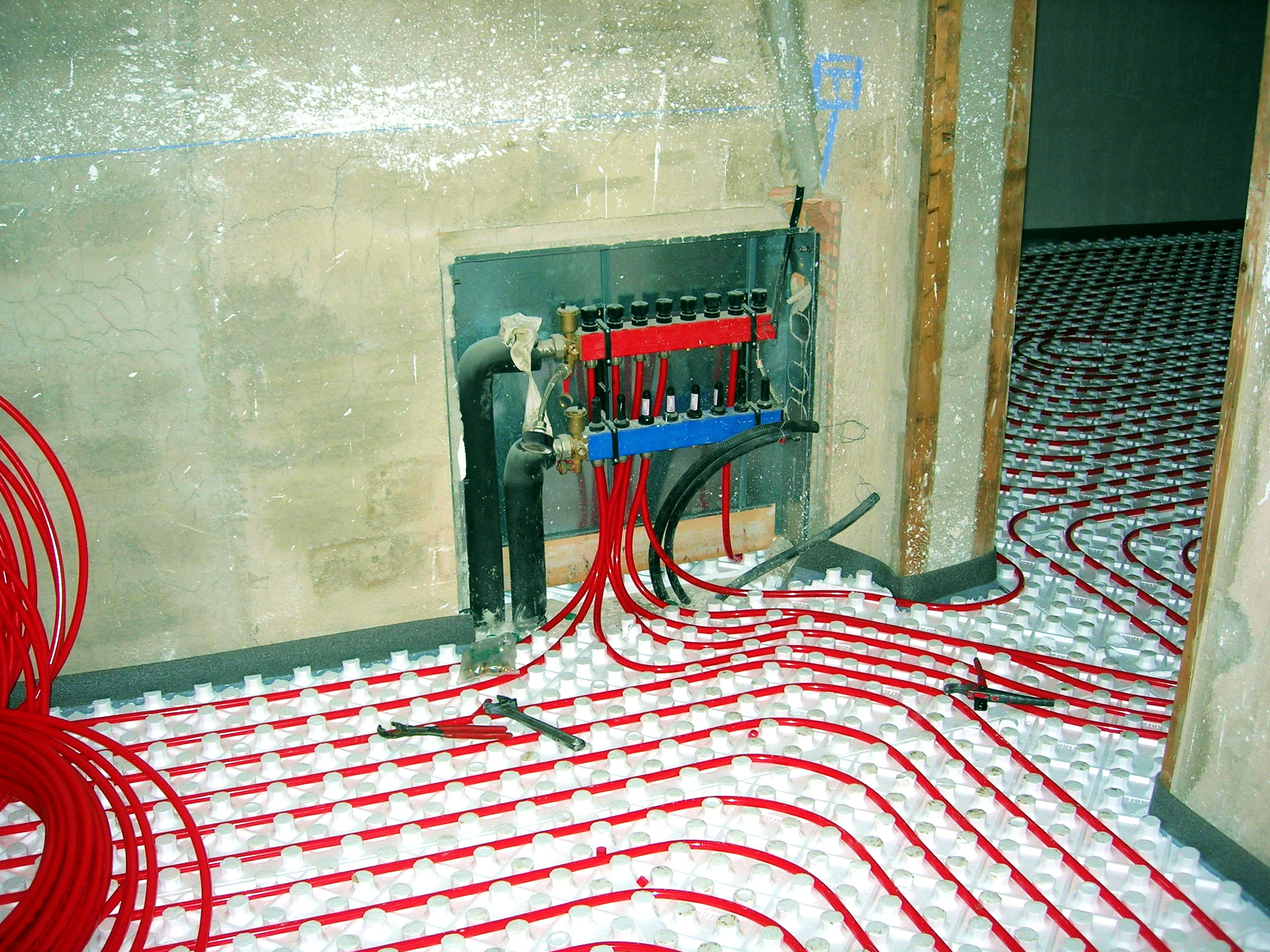
Taca d'allotjament de col·lectors en un sòl radiant.

En realitat, l'emissor podria ser per qualsevol altre dels paraments dels locals a calefactar (parets o sostre), però com l'aire calent ascendeix, el més lògic és emprar el sòl. En qualsevol cas, com la calor se cedeix per radiació, i la pell humana és un bon absorbent de la radiació, la calefacció per sostre radiant té el problema d'afectar la pell del cap a aquells que manquen de pèl (calbs) donant-los mal de cap, per la qual cosa no és aconsellable usar el sostre.
Aquest sistema té l'avantatge que l'emissió es fa per radiació, per la qual cosa es pot tenir en els locals habitats una temperatura seca de l'aire menor que amb altres sistemes de calefacció, la qual cosa suposa menors pèrdues de calor pels murs, sostres o sòls en contacte amb l'exterior. A Espanya, amb les temperatures mínimes exteriors normals, l'estalvi d'aquest sistema pot estimar-se entre un 15% i un 20%, sense disminuir les prestacions quant a comoditat tèrmica (sensació tèrmica).
La temperatura superficial del sòl deu ser moderada pel que la temperatura de l'aigua que les recorre també. Aquesta temperatura baixa es veu compensada per una major superfície d'emissió.

## Construcció
Les canonades d'aigua (generalment de material plàstic) o cables elèctrics es distribueixen sobre el forjat (vegeu imatge), interposant un aïllant tèrmic per evitar que la calor es dissipi cap a la planta inferior. Sobre les canonades es posa una capa de morter de ciment i sorra i després l'enrajolat (o qualsevol altre tipus de revestiment), que es recomana sigui d'un material poc aïllant de la calor (pedra, rajola ceràmica o hidràulica) i no de fusta o moqueta. Alguns sistemes elèctrics moderns són d'aplicació directa i no necessiten la capa de morter de ciment i sorra.
Si l'edifici està ben aïllat no cal cobrir tota la superfície del sòl i poden deixar-se unes zones estretes i properes a les parets sense canonades, per col·locar mobles (prestatgeries, aparadors…) perquè sota seu el sòl no s'escalfi atès que la calor podria espatllar-los.

### Elements que componen el sistema de calefacció per sòl radiant
Tub de plàstic o multicapa: És un tub de polietilè d'alta densitat, reticulat per radiació d'electrons. Les tècniques posades en servei per a la fabricació asseguren una gran regularitat dimensional (diàmetre i gruix de les parets).

## Plaques d'aïllament
Aïllament perifèric: cal separar mecànicament i fònica dels envans la placa base del sòl radiant. Això s'aconsegueix mitjançant l'aïllament perifèric, constituït per unes tires rígides de poliestirè expandit.
Grapes de fixació: Per a subjectar el tub a les plaques d'aïllament, s'utilitzen unes grapes autoperforants que, clavades sobre els tacs-guia a les zones corbes del tub, impedeixen que aquest es desplaci de la seva posició.
Conjunts de distribució: Els diferents circuits formats pels tubs de polietilè reticulat van units a un col·lector d'anada i un altre de tornada. Per les millors característiques quant a resistència mecànica i tèrmica, la canonada multicapa és la millor opció per a la realització d'aquests circuits.
La calefacció per sòl radiant consisteix en una xarxa de canonades instal·lades sota el sòl d'un habitatge i governades per un equip de regulació que permet controlar en tot moment la temperatura més adequada a cada cambra. El sòl radiant és el sistema de calefacció més sa i confortable que es pugui trobar.

## Temperatura
Per aconseguir escalfar un habitatge per radiadors cal augmentar la temperatura a uns 70 °C, però el sòl radiant solament necessita uns 40 °C per aconseguir la mateixa temperatura ambiental. Aquesta temperatura varia en funció del paviment final que s'instal·li sobre el forjat, ja que no tots els materials, posseeixen les mateixa conductivitat tèrmica.

## Energia solar tèrmica
L'energia solar tèrmica es pot utilitzar per a la calefacció per sòl, mur o sòcol radiant.
Gràcies a utilitzar calefacció a baixa temperatura (≤50 °C), el sistema solar mitjançant sòl, mur o sòcol radiant té un major rendiment que amb radiadors, ja que aquests últims necessiten una temperatura major. El sòcol radiant, per exemple, utilitza temperatures de 40-45 C.